# Songo Mnara Island
Songo Mnara Island ist eine Insel im Distrikt Kilwa, die vor der Küste der Region Lindi in Tansania liegt. Die Insel liegt vor der Küste des Landes im Indischen Ozeans, etwa 120 Kilometer nördlich der Regionshauptstadt Lindi. Sie hat eine Fläche von ca. 8,5 km² und erreicht eine Höhe von ca. 10 m. Die Insel ist die traditionelle Heimat der Machinga, einer Bantu-Untergruppe.

## Geographie
Die Insel bildet in dieser Region vor der Küste Tansanias zusammen mit dem nördlich gelegenen Kilwa Kisiwani Island und weiteren, kleineren Inseln eine natürliche Abschirmung einiger in das Landesinnere hineinragenden Creektälern. Die geschützte Lage der so entstandenen Lagunen waren Keimzellen früher Besiedlung und des Handels.

## Besonderheiten
Auf der Insel liegt die gleichnamige Siedlung Songo Mnara. Die Stadt gehört zusammen mit Kilwa Kisiwani seit 1981 zum UNESCO-Weltkulturerbe. Von 2004 bis 2014 wurde sie aufgrund Fehlens jeglicher Maßnahmen, um den Verfall der Ruinen aufzuhalten, in die Liste des gefährdeten Welterbes aufgenommen.